# Rhaphidorrhynchium gueinzii
Rhaphidorrhynchium gueinzii är en bladmossart som beskrevs av Brotherus 1925. Rhaphidorrhynchium gueinzii ingår i släktet Rhaphidorrhynchium och familjen Sematophyllaceae. Inga underarter finns listade i Catalogue of Life.